# 奈良県道274号明日香大和郡山自転車道線
奈良県道274号明日香大和郡山自転車道線（あすか やまとこおりやま じてんしゃどうせん）は、奈良県高市郡明日香村祝戸を起点とし、大和郡山市小泉町へ至る一般県道、自転車道である。

通称（愛称）は、飛鳥葛城自転車道 （あすか かつらぎ じてんしゃどう）。

## 概要

富雄橋 西詰に在る、奈良県道274号　飛鳥葛城自転車道の終点。

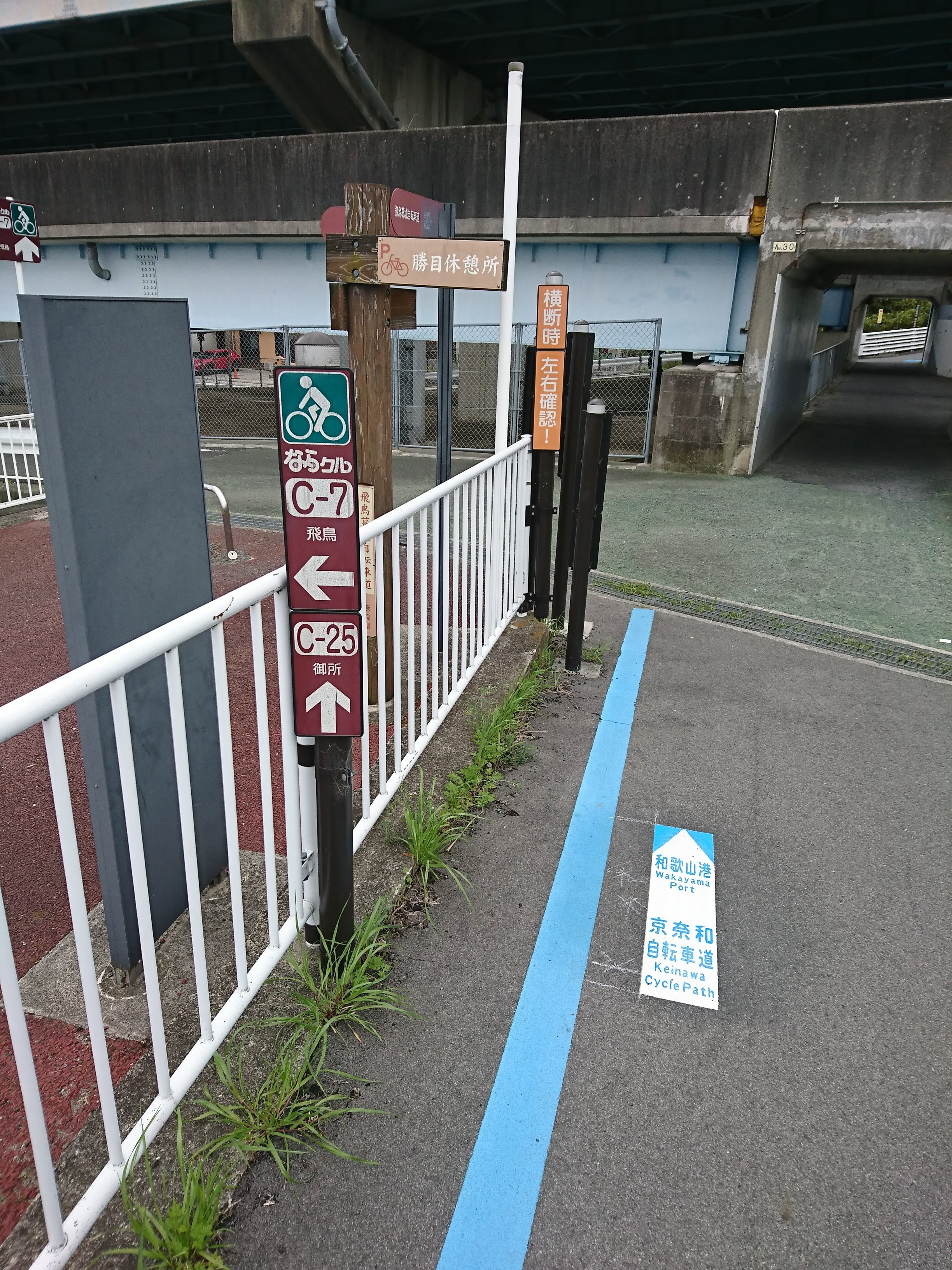
京奈和自転車道と飛鳥葛城自転車道の分岐

明日香村の石舞台古墳から　主に飛鳥川 - 大和高田バイパス - 葛城川 - 富雄川に沿って　大和郡山市まで奈良盆地の西寄りを北進するルート。
終点の大和郡山市小泉町で奈良自転車道に接続する。

### 路線データ
- 起点　：奈良県高市郡明日香村祝戸（国営飛鳥歴史公園 石舞台地区　南西出入口付近）[1] 北緯34度27分56.4秒 東経135度49分28.3秒
- 終点　：奈良県大和郡山市小泉町（富雄橋 西詰）[1] 北緯34度37分49.2秒 東経135度45分36.2秒
- 主な経由地 :橿原市 - 大和高田市 - 北葛城郡広陵町 - 北葛城郡河合町 - 生駒郡安堵町 - 生駒郡斑鳩町
- 路線延長 :約30キロメートル

### 整備状況
川沿いの区間は、歩行者・自転車専用道としてほぼ整備されているが、市街地などは一般道（車道および歩道）との共用となっており未成区間も在る。
自転車用の道としては、設計概念が古いため　例えば大和高田バイパス沿いを東に進む場合は、南側の歩道を使って東へ市街地を走行する区間が在る。

奈良県では、平成22年12月に「奈良県自転車利用促進計画」を策定し　(愛称)ならクル「C7 せんとの道ルート」の一部として、東へ進む経路は大和高田バイパスの北側へ、西へ進む場合は大和高田バイパスの南側に再整備が進んでいる。
また、葛城川沿いの区間は奈良県道280号大和青垣吉野川自転車道線(京奈和自転車道)の一部として再整備されている。

## 県道274号線の変遷
県道274号線 設置当初は、明日香大和高田広陵自転車道線（あすか やまとたかだ こうりょう じてんしゃどうせん）であったが、起終点変更のため、これを廃止し、「明日香大和郡山自転車道線」として路線認定された。

### 年表
- 1990(平成 2)年10月1日　路線認定　県道274号線　同年度　着工[1]
- 2001(平成13)年8月24日　明日香大和高田広陵自転車道線廃止、明日香大和郡山自転車道線として路線認定[注釈 2]
- 2006(平成18)年度　完成[1]

### 明日香大和高田広陵自転車道線
- 路線廃止　：2001(平成13)年8月24日
- 起点　：明日香村
- 終点　：広陵町
- 路線延長　:約21キロメートル

## 地理

### 主な接続路線
奈良県みどりをつなぐウォーキングマップを参照。

### 接続する自転車道 及び サイクリングルート
- ならクル　C 7 せんとの道ルート（奈良→飛鳥）
- ならクル　T 5 芋ヶ峠ルート（飛鳥→吉野）
- ならクル　T10 大化の改新ルート（飛鳥→宇陀）
- ならクル　C16 飛鳥御所ルート（飛鳥→御所）
- ならクル　C 1 上ツ道ルート（奈良公園→橿原神宮）
- 大和中央自転車道
- ならクル　C 5 南下ツ道ルート（田原本→橿原神宮）
- ならクル　C12 かぐや姫ルート（田原本→香芝）
- ならクル　C 8 物部ルート（石上神宮→広陵）
- ならクル　C 9 法隆寺ルート（大和小泉駅→法隆寺駅）
- 奈良自転車道

### 飛鳥葛城自転車道から目印と成る　沿線施設
- 石舞台古墳
- 橘寺
- 甘樫丘
- かしはら万葉ホール
- 神武天皇陵
- 橿原市総合プール（橿原運動公園）
- 新堂ランプ（大和高田バイパス）
- 大和高田清掃センター
- 奈良スクラップセンター
- 広陵運動公園
- 奈良県第二浄化センタースポーツ広場
- 御幸橋（大和川）
- 大洋ナット工業
- 慈光院